# Hôtel Prince de Galles
L'hôtel Prince de Galles est un hôtel parisien, situé 33 avenue George-V, dans le 8e arrondissement de Paris, en France. Il appartient au groupe Marriott.
Créé en 1928, il a rouvert ses portes le 16 mai 2013, après deux ans de rénovation qui lui ont permis d'obtenir le 24 juillet 2013 le label officiel cinq étoiles d'Atout France.

## Caractéristiques
L'hôtel compte 116 chambres et 43 suites, réalisées par le designer Pierre-Yves Rochon. Vingt-six chambres et suites sont munies de terrasses, offrant vues sur Paris ou sur le patio de l'hôtel. S’y ajoute la suite Lalique, un duplex de 180 m² et sa terrasse de 100 m², dévoilée en 2019, aménagée par l'architecte Patrick Hellmann en collaboration avec la manufacture de cristal.
Au sein de l’hôtel, chaque client a accès à la salle de fitness et de musculation (ouverte 24 h./24 et 7 j./7). La Suite Bien-Etre par Olivier Lecocq propose des soins sur-mesure.
L'établissement 5 étoiles inaugure en 2020 son nouveau bar-restaurant : le 19.20.
En 2021, il ouvre également le restaurant Akira Back, du nom du chef japonais et étoilé au Guide Michelin. Il s'agit d'un clin d’œil au mouvement du japonisme de la fin des années 1920.

## Histoire
Cet hôtel a été créé en 1929 par André Millon, propriétaire du Grand-Hotel et du Meurice, pour devenir le nouveau fleuron de l'empire créé par son père.
De dimension moyenne, puisque disposant de 150 chambres et de cinquante salons, la nouvelle étoile de la galaxie Millon est érigée sur l’avenue George-V, artère stratégique débouchant, dans sa partie nord, sur les Champs-Élysées.
Construit sur le site des anciennes carrières de Chaillot, qui servirent aussi à la construction de l'Arc de triomphe, le Prince de Galles fut édifié en 1928 par l’architecte André Arfvidson dans un style Art déco.
L’origine du nom de l’hôtel est facile à deviner : le palace était destiné à accueillir le futur Édouard VIII, le prince de Galles, fils du roi George V, qui a donné son nom à l'avenue sur laquelle se trouve l'hôtel.
Il fut inauguré en 1929. Sir Winston Churchill, Marlene Dietrich et bien d'autres résideront au fil des années à l'hôtel pour des déplacements ou des villégiatures.
Il accueillit de nombreuses stars, dont Charles Laughton ; Dalida, qui y tentera de mettre fin à ses jours, quelques semaines après le suicide de son amant Luigi Tenco ; ou encore Elvis Presley, qui effectuait en Allemagne son service militaire et passait ses fins de semaine à Paris.
Son restaurant la Scène obtient une deuxième étoile au guide Michelin en janvier 2019 mais la direction décide la fermeture de celui-ci trois semaines plus tard pour « mettre en place un nouveau concept de restauration ».

## Célèbres clients de l'hôtel
- Elvis Presley, chanteur américain

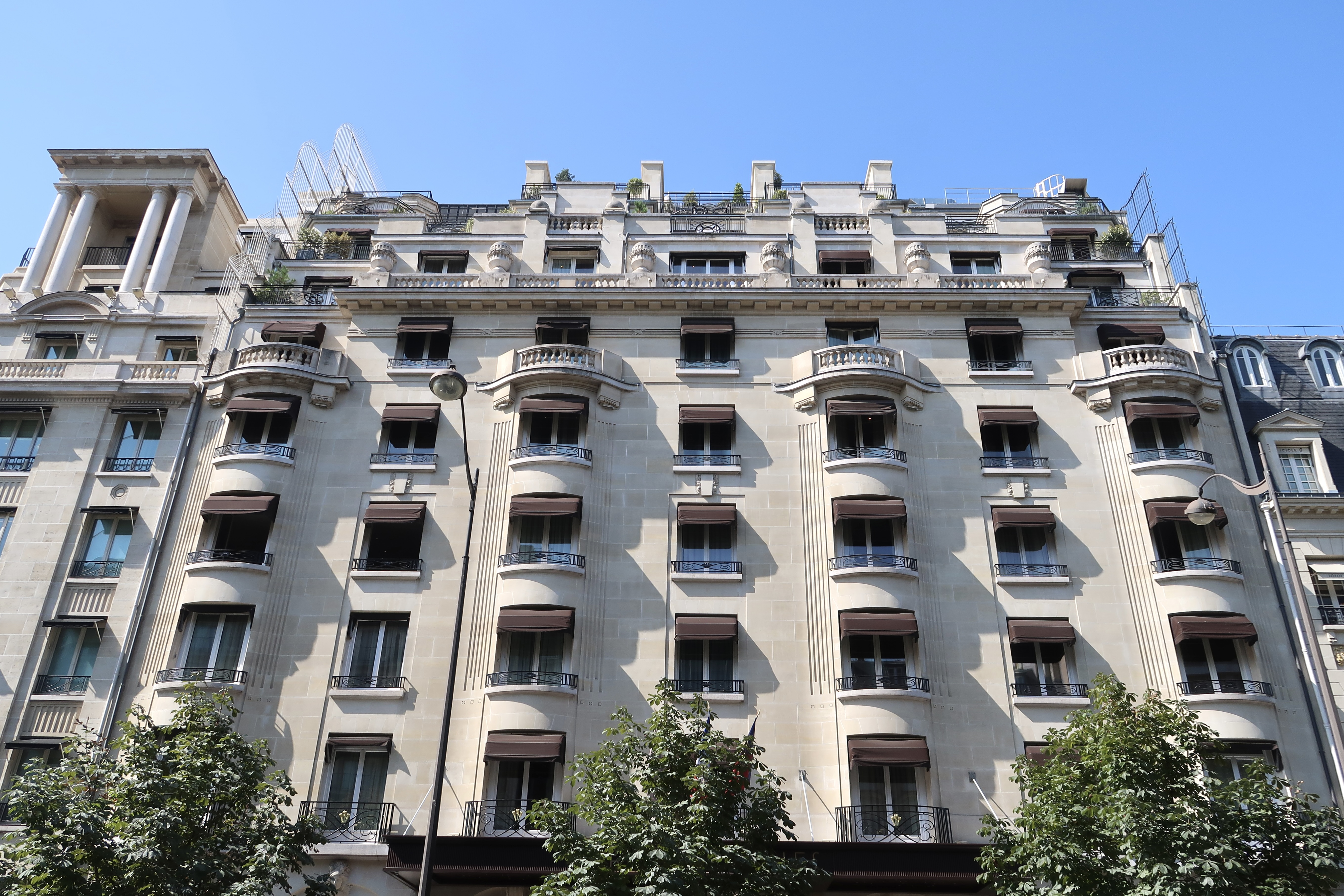
Façade.

- Dalida, chanteuse française d'origine italienne
- Sir Winston Churchill, ancien Premier ministre du Royaume-Uni
- Marlene Dietrich, actrice allemande
- Charles Laughton, acteur et réalisateur britannique